# Tumeshki
Tumeshki fou el nom que els urartians donaren a una regió que podria ser Tomisa, al tomb que fa l'Eufrates a l'est de Malatya.